# Metoxi

Structura unui rest metoxi

O grupă metoxi sau metoxil este o grupă funcțională de tip alcoxi, fiind formată dintru-un rest metil legat de un atom de oxigen, cu formula generală CH3-O-. Cei mai simpli compuși formați din grupe metoxi sunt metanolul (CH3-OH) și dimetileterul (CH3-O-CH3).